# Verdrag van Nanking

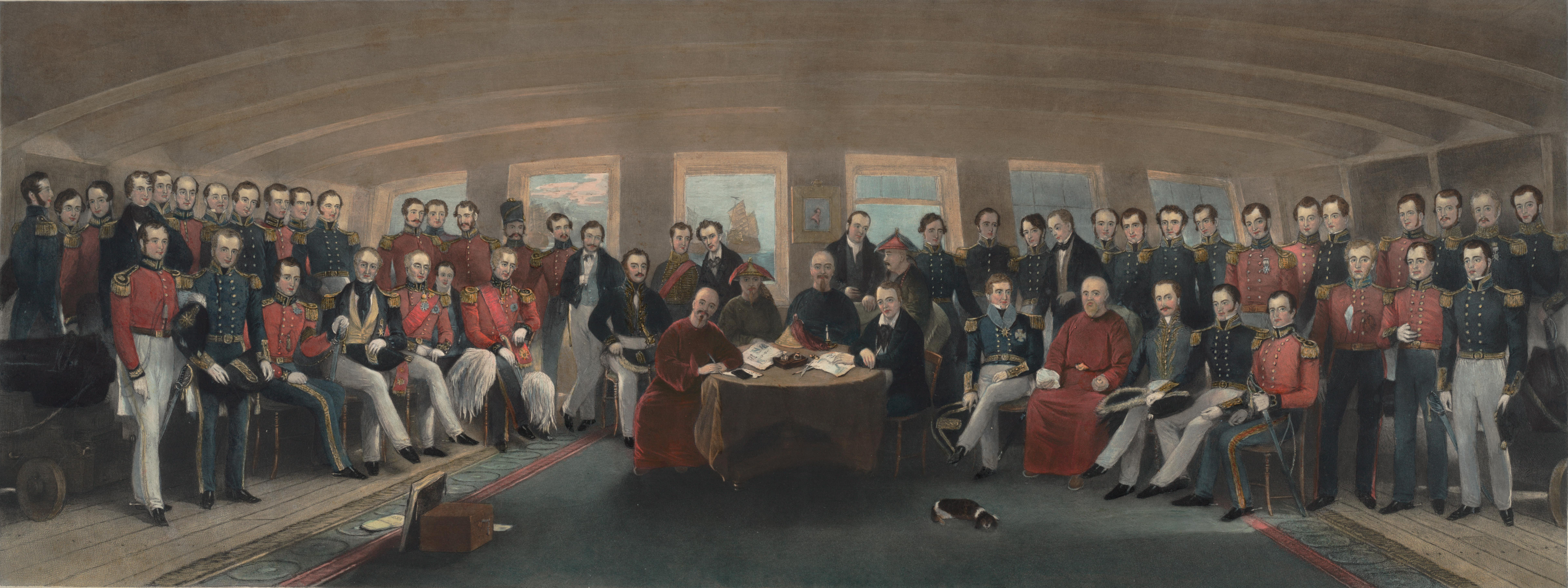
Het verdrag van Nanking wordt getekend

Het Verdrag van Nanking of Verdrag van Nanjing (Traditioneel Chinees: 南京條約, Vereenvoudigd Chinees: 南京条约) is een verdrag dat op 29 augustus 1842 werd gesloten in de Chinese stad Nanjing (vroeger ook Nanking genoemd) tussen het Verenigd Koninkrijk en het Qing-keizerrijk. Het verdrag maakte een einde aan de Eerste Opiumoorlog (1839–1842). Opmerkelijk genoeg werd de handel in opium, waar de oorlog om was begonnen, niet genoemd in het verdrag.

## Achtergrond

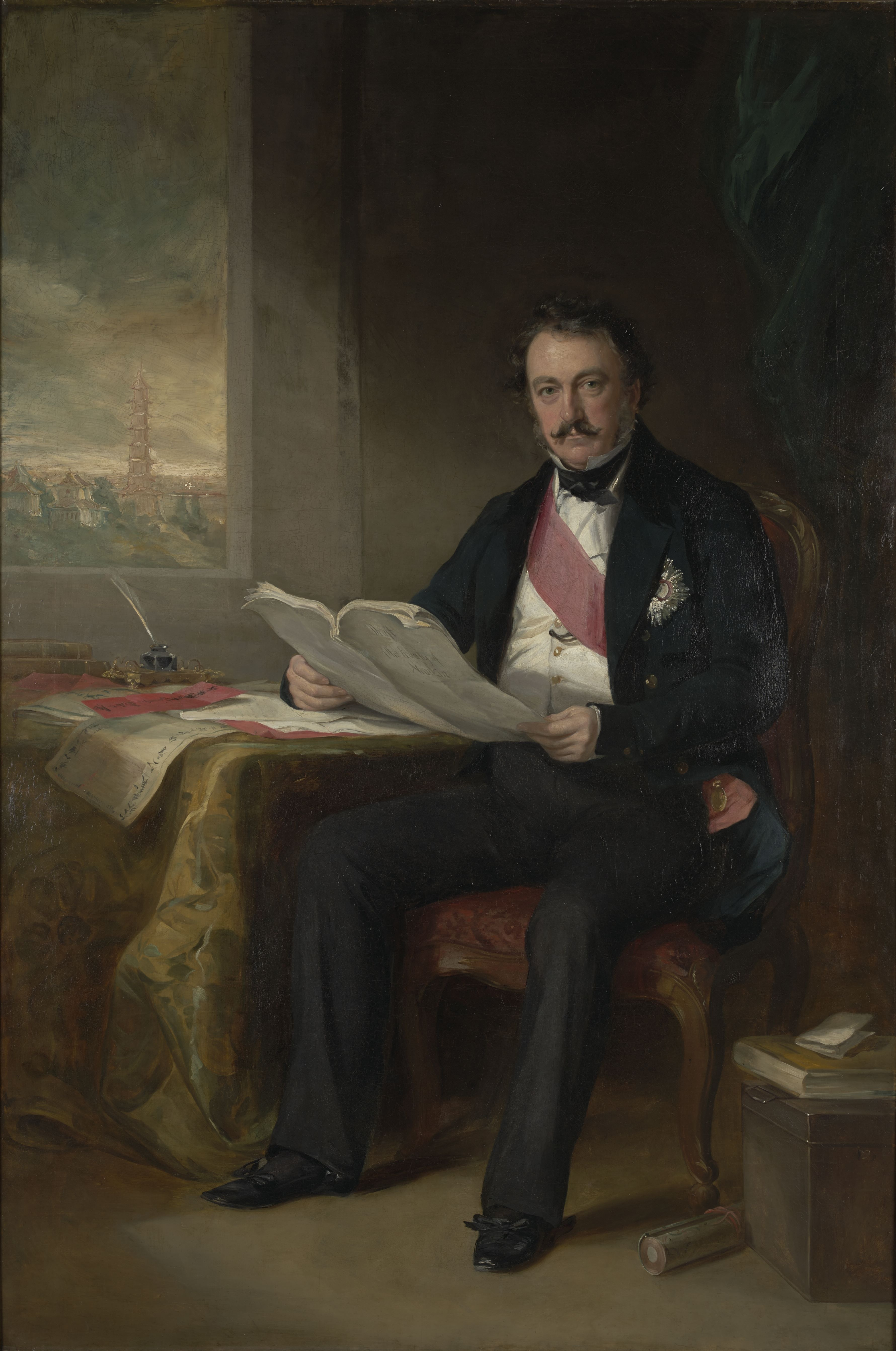
Henry Pottinger

Het verdrag werd gesloten na China’s militaire nederlaag tegen de Britten. Vertegenwoordigers van het Qing-keizerrijk en de Britten onderhandelden aan boord van de HMS Cornwallis die voor anker lag bij Nanjing, terwijl de Britse vloot klaar lag om de stad te beschieten. Het verdrag werd getekend door de Britse vertegenwoordiger Henry Pottinger en Qing-vertegenwoordigers Qiying, Ilibu en Niujian. Het verdrag bevat dertien artikelen en werd negen maanden na ondertekening goedgekeurd door koningin Victoria en keizer Daoguang.

## Doelen

### Handel
Het primaire doel van het verdrag was om de handel tussen het Verenigd Koninkrijk en het keizerrijk, die voorheen verliep via het Kantonsysteem, anders te regelen. Het verdrag maakte een einde aan het monopolie van de dertien kantoren voor buitenlandse handel (artikel V) in Kanton. In plaats daarvan werden vijf havens opengesteld voor handel: Kanton (Shamian tot 1949), Amoy (Xiamen tot 1930), Foochow (Fuzhou), Ningpa (Ningbo) en Shanghai (tot 1949). Voortaan mochten de Britten in deze havens handeldrijven met wie ze maar wilden. Ook kregen de Britten het recht om afgevaardigden naar deze havens te sturen, welke direct contact hielden met de Chinese autoriteiten (artikel II). De tarieven voor de handel moesten voortaan worden vastgesteld in onderling overleg tussen de Britse overheid en de Qing-overheid (artikel X).

### Reparaties en demobilisatie
Een ander doel van het verdrag was herstel van de oorlogsschade die de Britten hadden geleden. De Qing-overheid moest de Britse overheid zes miljoen zilveren dollars betalen voor de opium die was geconfisqueerd door Lin Zexu in 1839 (artikel IV), 3 miljoen dollar voor de schulden die handelaren in Kanton nog hadden bij de Britten (artikel V), en 12 miljoen dollar aan overige herstelbetalingen (artikel VI). Het totale bedrag van 21 miljoen dollar diende binnen drie jaar betaald te worden (artikel VII).
Een ander punt was dat het verdrag de Qing-overheid dwong alle Britse krijgsgevangenen vrij te laten (artikel VIII) en algemene amnestie te verlenen aan alle Chinezen die tijdens de oorlog de kant van de Britten hadden gekozen (artikel IX).
Het verdrag dwong de Britten op hun beurt om al hun troepen terug te trekken uit Nanjing en het Grote Kanaal nadat de keizer het verdrag had goedgekeurd, en het eerste geld was betaald (artikel XII). De Britse troepen bleven wel in Gulangyu en Zhoushan totdat het volledige geldbedrag was betaald (artikel XII).

### Hongkong
Een derde doel van het verdrag was om het eiland Hongkong tot kroonkolonie te maken zodat de Britse handelaren een eigen haven hadden in het gebied (artikel III). Pottinger werd na het tekenen van het verdrag de eerste gouverneur van Hongkong.
In 1860 werd de kolonie uitgebreid met het schiereiland Kowloon. In 1898 zorgde de conventie van Peking ervoor dat de kolonie nog verder uitbreidde met de toevoeging van de New Territories. Hongkong bleef in Britse handen tot de Britse en Chinese overheid in 1984 tot een overeenkomst kwamen om het eiland terug te geven aan China. De overdracht vond plaats op 1 juli 1997.

## Nasleep en gevolgen
Daar het verdrag van Nanking in relatief korte tijd was opgesteld en alleen in grote lijnen omschreef wat de Britten en Chinezen van elkaar verlangden, werd besloten om een gedetailleerde versie uit te werken. Op 3 oktober 1843 werd daarom het Verdrag van Bogue getekend ter aanvulling van het verdrag van Nanking.
Desondanks bleven er enkele onopgeloste zaken bestaan. Zo behandelde het verdrag niet de status van de opiumhandel. Hoewel het Verdrag van Wanghia Amerikanen verbood in opium te handelen, bleven zowel Britse als Amerikaanse handelaren zich ermee bezighouden. De opiumhandel werd later gelegaliseerd in het Verdrag van Tianjin, dat werd gesloten na de Tweede Opiumoorlog.
Door de openstelling van vier extra verdragshavens en de liberalisering van de overzeese handel werd de Chinese Maritieme Douanedienst opgericht. Deze dienst was verantwoordelijk voor de inning van de in- en uitvoerrechten. De dienst viel onder de Chinese centrale overheid, maar de inspecteur-generaal was een buitenlander. Deze dienst functioneerde van 1854 tot 1950.
Het verdrag was het eerste van vele verdragen die tegenwoordig bekendstaan als “ongelijke verdragen”. Dit omdat het verdrag door de Britten werd opgedrongen aan de Chinezen nadat deze een grote nederlaag hadden geleden in de Eerste Opiumoorlog.